# Corythucha cydoniae
Corythucha cydoniae är en insektsart som först beskrevs av Fitch 1861.  Corythucha cydoniae ingår i släktet Corythucha och familjen nätskinnbaggar. Inga underarter finns listade i Catalogue of Life.